# Liste der Gemeinden in Nordrhein-Westfalen

Gemeinden in Nordrhein-Westfalen

Die Liste der Gemeinden in Nordrhein-Westfalen enthält die Gemeinden im deutschen Land Nordrhein-Westfalen.
Es besteht aus insgesamt
- 396 politisch selbstständigen Gemeinden.

Diese verteilen sich wie folgt:
- 272 Städte, darunter
  - 022 kreisfreie Städte (alle sind Großstädte),
  - 001 regionsangehörige Stadt Aachen (teils Rechte einer kreisfreien Stadt)
  - 035 große kreisangehörige Städte, davon 6 Großstädte
  - 132 mittlere kreisangehörige Städte
  - 082 sonstige kreisangehörige Städte
- 124 sonstige kreisangehörige Gemeinden.

## Größte und kleinste Gemeinden
Die 30 einwohnerreichsten Städte sind in folgender Tabelle dargestellt, davon sind 29 Großstädte:
| Stadt                        | Kreis                      | Einwohner 31.12.2000 | Einwohner 31.12.2010 | Einwohner 31.12.2020 | Einwohner 31.12.2024 |
| ---------------------------- | -------------------------- | -------------------- | -------------------- | -------------------- | -------------------- |
| Köln                         | kreisfrei                  | 962.884              | 1.007.119            | 1.083.498            | 1.024.621            |
| Düsseldorf, Landeshauptstadt | kreisfrei                  | 569.364              | 588.735              | 620.523              | 0.618.685            |
| Dortmund                     | kreisfrei                  | 588.994              | 580.444              | 587.696              | 0.603.462            |
| Essen                        | kreisfrei                  | 595.243              | 574.635              | 582.415              | 0.574.682            |
| Duisburg                     | kreisfrei                  | 514.915              | 499.111              | 495.885              | 0.502.270            |
| Bochum                       | kreisfrei                  | 391.147              | 374.737              | 364.454              | 0.358.676            |
| Wuppertal                    | kreisfrei                  | 366.434              | 349.721              | 355.004              | 0.358.193            |
| Bielefeld                    | kreisfrei                  | 321.758              | 323.270              | 333.509              | 0.331.605            |
| Bonn, Bundesstadt            | kreisfrei                  | 307.814              | 324.899              | 333.794              | 0.323.336            |
| Münster                      | kreisfrei                  | 265.609              | 279.803              | 316.403              | 0.308.258            |
| Mönchengladbach              | kreisfrei                  | 263.014              | 257.993              | 259.665              | 0.267.213            |
| Gelsenkirchen                | kreisfrei                  | 278.695              | 257.981              | 259.105              | 0.267.930            |
| Aachen                       | Städteregion Aachen        | 244.386              | 258.664              | 248.878              | 0.262.670            |
| Krefeld                      | kreisfrei                  | 239.916              | 235.076              | 226.844              | 0.231.406            |
| Oberhausen                   | kreisfrei                  | 222.151              | 212.945              | 209.566              | 0.213.646            |
| Hagen                        | kreisfrei                  | 203.151              | 188.529              | 188.687              | 0.190.384            |
| Hamm                         | kreisfrei                  | 182.427              | 181.783              | 178.967              | 0.179.968            |
| Mülheim an der Ruhr          | kreisfrei                  | 172.862              | 167.344              | 170.921              | 0.173.050            |
| Leverkusen                   | kreisfrei                  | 161.047              | 160.772              | 163.905              | 0.168.581            |
| Solingen                     | kreisfrei                  | 164.973              | 159.927              | 159.193              | 0.165.626            |
| Paderborn                    | Paderborn                  | 139.084              | 146.283              | 153.231              | 0.156.378            |
| Herne                        | kreisfrei                  | 174.529              | 164.762              | 156.940              | 0.155.851            |
| Neuss                        | Rhein-Kreis Neuss          | 150.013              | 151.388              | 153.109              | 0.154.317            |
| Bottrop                      | kreisfrei                  | 120.611              | 116.771              | 117.388              | 0.118.535            |
| Recklinghausen               | Recklinghausen             | 124.785              | 118.365              | 110.705              | 0.115.344            |
| Remscheid                    | kreisfrei                  | 119.287              | 110.563              | 113.849              | 0.113.828            |
| Bergisch Gladbach            | Rheinisch-Bergischer Kreis | 105.693              | 109.994              | 113.270              | 0.111.361            |
| Siegen                       | Siegen-Wittgenstein        | 108.476              | 103.424              | 101.943              | 0.102.685            |
| Moers                        | Wesel                      | 107.062              | 105.506              | 103.487              | 0.101.503            |
| Gütersloh                    | Gütersloh                  | 095.158              | 096.404              | 100.664              | 0.100.479            |

Die kleinste Gemeinde des Landes und auch kleinste Verwaltungseinheit im Landesteil Westfalen ist die Stadt Hallenberg mit 4367 Einwohnern im Hochsauerlandkreis. Die kleinste Gemeinde im rheinländischen Landesteil Rheinland ist die Gemeinde Dahlem im Kreis Euskirchen mit 4416 Einwohnern, gefolgt von der nur unwesentlich größeren Stadt Heimbach (4487 Einwohner) im Kreis Düren.

## Kommunalreformen
Für einen Überblick über die Gebietsreform in Nordrhein-Westfalen auf Gemeindeebene siehe Liste aller Gemeinden Nordrhein-Westfalens A–E, F–K, L–R und S–Z

## Kreisfreie Städte
In Nordrhein-Westfalen gibt es die folgenden 22 kreisfreien Städte. Rechnet man den Sonderfall Aachen dazu, sind es 23. (Stand der Einwohnerzahlen: 31. Dezember 2024):
| Stadt                        | Kfz-Kennzeichen | Einwohner |
| ---------------------------- | --------------- | --------- |
| Aachen 1                     | AC, MON         | 0.262.670 |
| Bielefeld                    | BI              | 0.331.605 |
| Bochum                       | BO, WAT         | 0.358.676 |
| Bonn, Bundesstadt            | BN              | 0.323.336 |
| Bottrop                      | BOT             | 0.118.535 |
| Dortmund                     | DO              | 0.603.462 |
| Duisburg                     | DU              | 0.502.270 |
| Düsseldorf, Landeshauptstadt | D               | 0.618.685 |
| Essen                        | E               | 0.574.682 |
| Gelsenkirchen                | GE              | 0.267.930 |
| Hagen                        | HA              | 0.190.384 |
| Hamm                         | HAM             | 0.179.968 |
| Herne                        | HER, WAN        | 0.155.851 |
| Köln                         | K               | 1.024.621 |
| Krefeld                      | KR              | 0.231.406 |
| Leverkusen                   | LEV, OP         | 0.168.581 |
| Mönchengladbach              | MG              | 0.267.213 |
| Mülheim an der Ruhr          | MH              | 0.173.050 |
| Münster                      | MS              | 0.308.258 |
| Oberhausen                   | OB              | 0.213.646 |
| Remscheid                    | RS              | 0.113.828 |
| Solingen                     | SG              | 0.165.626 |
| Wuppertal                    | W               | 0.358.193 |

## Kreisangehörige Gemeinden

Kreisfreie Stadt
Große kreisangehörige Stadt
Mittlere kreisangehörige Stadt
Kreisangehörige Stadt
Gemeinde

Das Land Nordrhein-Westfalen gliedert sich in 22 kreisfreie Städte (s. o.) und 374 kreisangehörige Gemeinden mit der Stadt Aachen und mit den Funktionsbezeichnungen
- Große kreisangehörige Stadt,
- Mittlere kreisangehörige Stadt und
- kreisangehörige Stadt oder Gemeinde.

Große und Mittlere kreisangehörige Städte werden nach der Gemeindeordnung durch Rechtsverordnung bestimmt und nehmen zusätzliche Aufgaben wahr. Die Zugehörigkeit orientiert sich an der Einwohnerzahl, die an mehreren Stichtagen bestimmte Werte über- oder unterschreiten muss. Städte mit mehr 60.000 Einwohnern werden von Amts wegen zur Großen kreisangehörigen Stadt bestimmt, Städte mit mehr als 50.000 Einwohnern können dies beantragen. Sie verlieren diesen Status von Amts wegen, wenn sie weniger als 45.000 Einwohner haben. Bei mehr als 25.000 Einwohnern wird eine Gemeinde von Amts wegen eine Mittlere kreisangehörige Stadt, bei mehr als 20.000 Einwohnern kann sie dies beantragen. Sinkt die Einwohnerzahl unter 15.000, wird sie aus der Liste der Mittleren kreisangehörigen Städte gestrichen.
Die Bezeichnung „Stadt“ führen die Gemeinden, denen dies nach bisherigem Recht zusteht, sowie alle Großen und Mittleren kreisangehörigen Städte. Diese Bezeichnung ist unabhängig von der künftigen Einwohnerentwicklung.

### Große kreisangehörige Städte
(i. d. R. mehr als 60.000 Einwohner; Anzahl: 35; 6 davon sind Großstädte)

(Einwohnerzahl in Klammern, Stand: 31. Dezember 2024)
- Arnsberg (74.879)
- Bergheim (61.611)
- Bergisch Gladbach (111.361)
- Bocholt (73.257)
- Castrop-Rauxel (73.282)
- Detmold (74.278)
- Dinslaken (66.993)
- Dormagen (63.799)
- Dorsten (75.277)
- Düren (94.568)
- Gladbeck (75.499)
- Grevenbroich (65.983)
- Gütersloh (100.479)
- Herford (67.503)
- Herten (60.941)
- Iserlohn (91.811)
- Kerpen (66.585)
- Lippstadt (68.739)
- Lüdenscheid (71.212)
- Lünen (86.163)
- Marl (86.766)
- Minden (84.013)
- Moers (101.503)
- Neuss (154.317)
- Paderborn (156.378)
- Ratingen (89.368)
- Recklinghausen (115.344)
- Rheine (77.209)
- Siegen (102.685)
- Troisdorf (75.901)
- Unna (58.333)
- Velbert (82.463)
- Viersen (78.373)
- Wesel (60.785)
- Witten (91.808)

### Mittlere kreisangehörige Städte
(i. d. R. 25.000 bis 60.000 Einwohner)

Anzahl: 132

(Einwohnerzahl in Klammern, Stand: 31. Dezember 2024)

(*) weniger als 25.000 Einwohner

(**) weniger als 20.000 Einwohner
- Ahaus (40.176)
- Ahlen (52.666)
- Alsdorf (48.810)
- Altena** (16.621)
- Attendorn* (23.554)
- Bad Honnef (25.061)
- Bad Oeynhausen (50.620)
- Bad Salzuflen (53.958)
- Baesweiler (29.206)
- Beckum (37.133)
- Bedburg* (25.316)
- Bergkamen (49.143)
- Borken (43.035)
- Bornheim (48.203)
- Brilon (25.424)
- Brühl (45.555)
- Bünde (46.365)
- Coesfeld (38.237)
- Datteln (35.473)
- Delbrück (32.166)
- Dülmen (47.989)
- Elsdorf* (21.424)
- Emmerich am Rhein (31.829)
- Emsdetten (36.159)
- Ennepetal (29.446)
- Erftstadt (48.772)
- Erkelenz (45.315)
- Erkrath (43.706)
- Eschweiler (57.534)
- Espelkamp (25.576)
- Euskirchen (60.021)
- Frechen (52.309)
- Geilenkirchen (28.494)
- Geldern (34.962)
- Gevelsberg (30.006)
- Goch (34.907)
- Greven (38.212)
- Gronau (Westf.) (50.547)
- Gummersbach (51.290)
- Haan (30.086)
- Haltern am See (38.142)
- Hamminkeln (26.873)
- Harsewinkel (25.523)
- Hattingen (53.044)
- Heiligenhaus (26.252)
- Heinsberg (43.163)
- Hemer (35.005)
- Hennef (Sieg) (48.188)
- Herdecke* (22.772)
- Herzogenrath (48.574)
- Hilden (55.157)
- Höxter (28.166)
- Hückelhoven (41.192)
- Hürth (62.160)
- Ibbenbüren (51.803)
- Jüchen* (23.926)
- Jülich (34.890)
- Kaarst (43.295)
- Kamen (42.319)
- Kamp-Lintfort (38.217)
- Kempen (34.105)
- Kevelaer (28.296)
- Kleve (53.028)
- Königswinter (40.574)
- Korschenbroich (34.600)
- Kreuztal (30.905)
- Lage (35.054)
- Langenfeld (Rheinland) (59.975)
- Leichlingen (Rheinland) (28.078)
- Lemgo (39.905)
- Lennestadt (24.238)
- Lohmar (30.992)
- Löhne (40.826)
- Lübbecke (26.815)
- Mechernich (29.187)
- Meckenheim* (24.925)
- Meerbusch (57.078)
- Menden (Sauerland) (52.255)
- Meschede (29.615)
- Mettmann (39.542)
- Monheim am Rhein (43.630)
- Netphen* (23.080)
- Nettetal (41.955)
- Neukirchen-Vluyn (27.140)
- Niederkassel (38.485)
- Oelde (30.129)
- Oer-Erkenschwick (31.404)
- Olpe (24.695)
- Overath (26.663)
- Petershagen (25.340)
- Plettenberg* (24.429)
- Porta Westfalica (36.521)
- Pulheim (56.150)
- Radevormwald* (21.565)
- Rheda-Wiedenbrück (48.030)
- Rheinbach (26.918)
- Rheinberg (31.172)
- Rietberg (30.055)
- Rösrath (28.709)
- Salzkotten (25.429)
- Sankt Augustin (56.521)
- Schloß Holte-Stukenbrock (26.297)
- Schmallenberg* (24.711)
- Schwelm (27.953)
- Schwerte (45.821)
- Selm (25.969)
- Siegburg (42.445)
- Soest (47.776)
- Sprockhövel* (24.232)
- Steinfurt (34.860)
- Stolberg (Rheinland) (57.684)
- Sundern (Sauerland) (27.654)
- Tönisvorst (29.251)
- Übach-Palenberg* (24.277)
- Verl (25.762)
- Voerde (Niederrhein) (35.661)
- Waltrop (29.177)
- Warendorf (37.703)
- Warstein* (24.988)
- Wegberg (28.089)
- Werdohl** (17.618)
- Werl (29.600)
- Wermelskirchen (34.375)
- Werne (30.202)
- Wesseling (38.106)
- Wetter (Ruhr) (26.090)
- Wiehl (25.164)
- Willich (49.413)
- Wipperfürth* (21.604)
- Wülfrath* (20.731)
- Würselen (40.145)
- Xanten* (21.179)

### Sonstige kreisangehörige Städte
(i. d. R. unter 25.000 Einwohner, Bezeichnung „Stadt“ nach bisherigem Recht)

Anzahl: 82

(Einwohnerzahl in Klammern, Stand: 31. Dezember 2024)

- Bad Berleburg (18.400)
- Bad Driburg (19.080)
- Bad Laasphe (13.148)
- Bad Lippspringe (17.252)
- Bad Münstereifel (18.297)
- Bad Wünnenberg (12.418)
- Balve (11.240)
- Barntrup (8.297)
- Bergneustadt (18.628)
- Beverungen (12.669)
- Billerbeck (11.945)
- Blomberg (15.485)
- Borgentreich (8.632)
- Borgholzhausen (8.847)
- Brakel (16.193)
- Breckerfeld (8.816)
- Büren (21.593)
- Burscheid (19.272)
- Drensteinfurt (16.282)
- Drolshagen (11.913)
- Enger (20.688)
- Ennigerloh (19.841)
- Erwitte (16.300)
- Freudenberg (17.355)
- Fröndenberg/Ruhr (20.504)
- Gescher (17.433)
- Geseke (20.930)
- Halle (Westf.) (21.393)
- Hallenberg (4.367)
- Halver (16.322)
- Heimbach (4.487)
- Hilchenbach (14.412)
- Horn-Bad Meinberg (17.320)
- Hörstel (20.166)
- Horstmar (7.528)
- Hückeswagen (14.480)
- Isselburg (11.251)
- Kalkar (14.513)
- Kierspe (16.450)
- Lengerich (22.557)
- Lichtenau (10.985)
- Linnich (13.653)
- Lüdinghausen (25.265)
- Lügde (9.232)
- Marienmünster (4.791)
- Marsberg (19.555)
- Medebach (7.906)
- Meinerzhagen (20.019)
- Monschau (12.389)
- Neuenrade (11.621)
- Nideggen (10.764)
- Nieheim (6.081)
- Ochtrup (20.394)
- Oerlinghausen (17.233)
- Olfen (13.175)
- Olsberg (14.700)
- Preußisch Oldendorf (12.439)
- Rahden (16.195)
- Rees (21.913)
- Rhede (19.674)
- Rüthen (10.290)
- Sassenberg (14.558)
- Schieder-Schwalenberg (8.098)
- Schleiden (13.578)
- Sendenhorst (14.167)
- Spenge (14.620)
- Stadtlohn (20.946)
- Steinheim (12.107)
- Straelen (16.458)
- Tecklenburg (9.098)
- Telgte (20.069)
- Velen (12.678)
- Versmold (21.513)
- Vlotho (18.335)
- Vreden (23.099)
- Waldbröl (19.795)
- Warburg (23.252)
- Wassenberg (19.713)
- Werther (Westf.) (11.051)
- Willebadessen (8.281)
- Winterberg (13.168)
- Zülpich (21.780)

### Sonstige kreisangehörige Gemeinden
(unter 25.000 Einwohner)

Anzahl: 124

(Einwohnerzahl in Klammern, Stand: 31. Dezember 2024)

- Aldenhoven (14.324)
- Alfter (23.719)
- Alpen (12.515)
- Altenbeken (9.161)
- Altenberge (10.278)
- Anröchte (10.304)
- Ascheberg (15.831)
- Augustdorf (9.774)
- Bad Sassendorf (12.194)
- Bedburg-Hau (13.599)
- Beelen (6.002)
- Bestwig (10.147)
- Blankenheim (8.434)
- Bönen (17.734)
- Borchen (13.721)
- Brüggen (16.198)
- Burbach (14.553)
- Dahlem (4.416)
- Dörentrup (7.528)
- Eitorf (19.172)
- Engelskirchen (19.737)
- Ense (12.383)
- Erndtebrück (6.792)
- Eslohe (Sauerland) (8.717)
- Everswinkel (9.772)
- Extertal (11.248)
- Finnentrop (17.022)
- Gangelt (13.410)
- Grefrath (15.117)
- Havixbeck (12.357)
- Heek (8.773)
- Heiden (8.704)
- Hellenthal (7.834)
- Herscheid (6.821)
- Herzebrock-Clarholz (16.419)
- Hiddenhausen (19.669)
- Hille (16.274)
- Holzwickede (17.596)
- Hopsten (7.717)
- Hövelhof (16.809)
- Hüllhorst (13.304)
- Hünxe (13.676)
- Hürtgenwald (9.196)
- Inden (7.624)
- Issum (12.428)
- Kall (11.180)
- Kalletal (13.256)
- Kerken (13.186)
- Kirchhundem (11.509)
- Kirchlengern (16.334)
- Kranenburg (11.303)
- Kreuzau (18.149)
- Kürten (20.033)
- Ladbergen (6.906)
- Laer (6.993)
- Langenberg (8.311)
- Langerwehe (14.976)
- Legden (7.511)
- Leopoldshöhe (17.226)
- Lienen (8.512)
- Lindlar (21.615)
- Lippetal (11.883)
- Lotte (13.770)
- Marienheide (13.356)
- Merzenich (10.508)
- Metelen (6.539)
- Mettingen (11.654)
- Möhnesee (11.274)
- Morsbach (10.555)
- Much (14.561)
- Nachrodt-Wiblingwerde (6.159)
- Nettersheim (8.902)
- Neuenkirchen (13.915)
- Neunkirchen (12.705)
- Neunkirchen-Seelscheid (20.283)
- Niederkrüchten (14.619)
- Niederzier (15.060)
- Nordkirchen (10.762)
- Nordwalde (10.024)
- Nörvenich (12.131)
- Nottuln (20.205)
- Nümbrecht (17.580)
- Odenthal (15.782)
- Ostbevern (11.469)
- Raesfeld (11.709)
- Recke (11.341)
- Reichshof (18.688)
- Reken (15.109)
- Rheurdt (6.450)
- Rödinghausen (10.064)
- Roetgen (8.786)
- Rommerskirchen (14.079)
- Rosendahl (11.249)
- Ruppichteroth (10.887)
- Saerbeck (6.906)
- Schalksmühle (10.463)
- Schermbeck (13.516)
- Schlangen (9.257)
- Schöppingen (7.033)
- Schwalmtal (18.826)
- Selfkant (10.786)
- Senden (20.844)
- Simmerath (16.612)
- Sonsbeck (8.688)
- Steinhagen (20.302)
- Stemwede (13.460)
- Südlohn (9.861)
- Swisttal (18.580)
- Titz (9.052)
- Uedem (8.163)
- Vettweiß (9.903)
- Wachtberg (20.471)
- Wachtendonk (8.217)
- Wadersloh (12.848)
- Waldfeucht (9.242)
- Weeze (12.766)
- Weilerswist (18.980)
- Welver (11.999)
- Wenden (19.415)
- Westerkappeln (10.876)
- Wettringen (8.295)
- Wickede (Ruhr) (11.637)
- Wilnsdorf (20.039)
- Windeck (19.555)